# Unreal Tournament 2003
Unreal Tournament 2003, kurz UT2003 oder UT2k3, ein Computerspiel, ist ein futuristischer Ego-Shooter, welcher von Digital Extremes sowie Epic Games entwickelt und als zweiter Teil der Mehrspieler-Reihe der Unreal-Reihe Ende 2002 von Atari SA veröffentlicht wurde.

## Technik
Das Spiel basiert auf der 2. Generation der Unreal Engine und enthielt als erstes Spiel der Unreal-Reihe durch den Spieler steuerbare Fahrzeuge (diese waren jedoch nur in einer versteckten Demo-Map zu finden, offiziell wurden Fahrzeuge erst mit dem Nachfolger eingeführt). Zu dieser Zeit war der größte Konkurrent das von Bungie entwickelte Halo, welches bereits im großen Stil lenkbare Flug- und Fahrzeuge auch im Mehrspieler-Modus einsetzte. Im Vorgänger Unreal Tournament waren Fahr- und Flugzeuge nur über Mods verfügbar.
Einer der Hauptprogrammierer der Windows-Version des Spiels ist Tim Sweeney. Die Portierung auf Linux und Mac OS X übernahm Ryan C. Gordon.

## Handlung und Spieldesign
Die Liandri Mining Corporation startet eine neue Meisterschaft, um die Geschicklichkeit und Stärke von verschiedenen Gladiatoren zu testen und um dem Sieger ein großes Preisgeld zu verleihen.
Der Schwerpunkt von Unreal Tournament 2003 liegt wie beim Vorgänger bei Online- oder Netzwerk-Spielen, obwohl sich auch mit computersimulierten Mitspielern, so genannten Bots, spielen lässt. Dementsprechend sind die Maps von UT2003 ausgelegt: Durch einen verschachtelten Aufbau mit vielfach sich überschneidenden Wegen wird ein schnelles, abwechslungsreiches Spiel gefördert.

## Spielmodi
Unreal Tournament 2003 hat sechs Spielmodi:
- Deathmatch
  - Team-Deathmatch
- Bombing Run
- Double-Domination
- Capture the Flag
- Last Man Standing

Im Vergleich zum Vorgänger fehlt Assault als Spielmodus, zudem wurde Domination durch Double-Domination ersetzt.

## Jugendschutz
Das Spiel befindet sich in Deutschland auf dem Index für jugendgefährdende Medien, obwohl die deutsche Version abgeändert und zensiert wurde (grünes Blut, keine abtrennbaren Körperteile). Durch einen Bloodpatch konnte das Spiel jedoch leicht auf die unzensierte englische Version mit einer etwas realitätsnäheren Darstellung zurückgestellt werden. Daher entschied die Bundesprüfstelle für jugendgefährdende Medien, das Spiel zu indizieren.

## Rezeption
UT 2003 böte eine bombastische Grafik, schicke Levels, pfiffige Bots und spannende Spielmodi. Lediglich der Solo-Modus sei enttäuscht. Besonders im Mehrspielermodus sei das Spiel überzeugend und auch für Freunde anderer Spielgenres geeignet. Die Änderungen zum Vorgänger hielten sich jedoch in Grenzen. Vielmehr wurde das bewährte Spielprinzip weiter verfeinert. Spezialmanöver erhöhen den taktischen Tiefgang. Die Hardwareanforderungen seien extrem hoch. Das Spiel sei optisch eindrucksvoll, böte riesige Charakterauswahl und enorme Optionsvielfalt. Lediglich die Veränderung bei der Balance der Waffen seien enttäuschend. Die Unterstützung von Mods sorge für langfristige Unterhaltung.